# ریکی ا پاوری
ریکی ا پاوری (به انگلیسی: Ricchi e Poveri) گروه موسیقی ایتالیایی است.
آن‌ها نماینده ایتالیا در یوروویژن ۱۹۷۸ بودند.